# Yukon Quad
Yukon Quad [ jukɔ̃ kwad], est un parcours de montagnes russes à propulsion pneumatique situé au parc d'attractions et zoologique Le Pal, à Saint-Pourçain-sur-Besbre dans le département de l'Allier, en France.
Ouverte au public en 2018, l'attraction a été conçue et construite par l'entreprise Suisse Intamin.
L'attraction se situe dans la zone « Yukon Valley », à proximité du parc animalier à l'écart des autres installations à sensations du parc.
La taille minimum à faire pour monter dans l'attraction est de 1,20 mètres.

## Historique
L'attraction ouvre pour la première fois ses portes au début de la saison 2018, le 7 avril.

### Financements
La zone du parc "Yukon Valley" comprenant le Yukon Quad, un snack et des sanitaires, a été en parti co-financé par le fonds européen de développement régional (FEDER) à hauteur de 1 562 253 €. Une autre partie a été réalisée avec le soutien financier de la région Auvergne Rhône-Alpes pour un montant de 400 000 €.
Le coût global du projet étant de 9 811 265 €.

### Thématique
Yukon Quad ainsi que la zone qui l'entoure, a été imaginée pour être dans la thématique du Grand Nord canadien. Le Yukon étant une région entre l'Alaska, les Territoires du Nord-Ouest et la Colombie-Britannique.

## Caractéristiques
- Type : Montagne russe en acier
- Propulsion : Pneumatique
- Retenues : Lap bar (barre de sécurité individuelle)
- Longueur du parcours : 1 000 mètres
- Hauteur : 12 -mètres
- Vitesse maximale : 90 km/h
- Nombre de trains : 2
- Nombre de voitures par train : 9
- Nombre de passagers par voiture : 2
- Nombre de passagers par train : 18
- Capacité horaire : 770 personne/h
- Durée : 57 secondes